# Chlorophorus glaucus
Chlorophorus glaucus är en skalbaggsart som först beskrevs av Fabricius 1781.  I den svenska databasen Dyntaxa används istället namnet Chlorophorus pilosus. Chlorophorus glaucus ingår i släktet Chlorophorus och familjen långhorningar.
Artens utbredningsområde är:
- Corsica.
- Frankrike.
- Portugal.

Arten förekommer tillfälligt i Sverige, men reproducerar sig inte. Inga underarter finns listade i Catalogue of Life.